# Medaglia commemorativa delle campagne d'Africa
La medaglia commemorativa delle campagne d'Africa fu istituita dal Regno d'Italia con il Regio decreto n. 463 che Umberto I promulgò il 3 novembre 1894, per premiare coloro che avevano preso parte alle diverse campagne militari portate avanti dall'Italia durante i primi tentativi di espansione coloniale in Africa, tra il 1887 ed il 1896, che avevano portato alle creazione delle colonie della Somalia e dell'Eritrea.
Il figlio di Umberto I, Vittorio Emanuele III continuò a concedere la medaglia, prevalentemente per l'occupazione dell'Etiopia.

## Storia
La normativa del 1894 fu modificata con il Regio decreto n. 562 del 1906 e poi di nuovo con il Regio decreto n. 2067 del 1923, nella considerazione che, dopo l'occupazione della Somalia ove non si erano avute campagne di guerra, le disposizioni circa il conferimento della medaglia non rispondevano più esattamente allo scopo e che, in seguito alla successiva occupazione d'altre colonie nell'Africa Settentrionale, il personale militare dell'Eritrea e della Somalia era comandato in periodico servizio in Libia.
Con il Regio decreto del 1923 il riconoscimento fu rinominato medaglia a ricordo delle campagne e del servizio prestato nelle colonie italiane dell'Africa Orientale e nelle relative zone d'influenza.
Con Regio decreto n. 1898 del 1927 la facoltà di fregiarsi della medaglia fu concessa, come speciale segno di riconoscimento, anche a coloro che avevano preso parte alla occupazione dei nuovi territori dell'Oltre Giuba ed alle operazioni di effettiva occupazione e di organizzazione dei sultanati della Somalia settentrionale, indipendentemente dalla permanenza obbligatoria di due anni nei territori suddetti.
Inoltre furono estese anche al personale della Regia aeronautica le disposizioni riguardanti la concessione, in genere, della medaglia, fino ad allora limitata al personale dell'Esercito e dell'Armata.
Con Regio decreto n. 2463 del 1937 la concessione della medaglia a ricordo delle campagne d'Africa fu sostituita, con decorrenza 3 ottobre 1935, da quella della medaglia commemorativa delle operazioni militari in Africa Orientale, fatti salvi i diritti di quanti erano già stati insigniti.

## Criteri di eleggibilità
Poteva essere autorizzato a fregiarsi della medaglia il personale militare e civile addetto dell'Esercito e dell'Armata, il personale militare e civile addetto della Regia aeronautica dislocato nelle Colonie per le quali la medaglia stessa venne istituita ed il personale civile di ruolo addetto ai servizi civili dipendenti dai Governi, che poteva provare di trovarsi in una delle seguenti condizioni:
a) aver ottenuto il riconoscimento di una o più campagne d'Africa, oppure aver servito nella zona d'influenza italiana in Africa per un periodo di tempo continuato di almeno un anno;
tale periodo fu portato a due anni nel 1906, nel 1923, tutta questa parte della normativa fu così modificata:
a) aver ottenuto il riconoscimento di una o più campagne di guerra nelle Colonie dell'Africa Orientale, oppure aver prestato servizio per un tempo continuato di due anni in tali Colonie, ivi compreso, per il personale della Regia marina, il servizio prestato a bordo delle Regie navi stazionarie o a terra, o nei sultanati protetti della Somalia, oppure oltre il confine delle Colonie stesse, partecipando, in quest'ultimo caso, ad esplorazioni, ricognizioni o spedizioni militari, alle dipendenze del rispettivo Governo coloniale.
Qualora il servizio in Eritrea ed in Somalia dei militari italiani dei Regi corpi di truppe delle due Colonie e di quelli imbarcati su Regie navi colà stazionarie, fosse stato interrotto per prestare servizio con unità navali, o con reparti di dette Colonie, in altre località dell'Africa, fuori delle medesime, i due anni di cui sopra potevano essere raggiunti in due o più periodi, purché non avesse avuto luogo il definitivo rimpatrio tra un periodo e l'altro.
Potevano essere autorizzati a fregiarsi della medaglia i militari che rimpatriavano definitivamente dopo due anni di continuato servizio nelle Colonie italiane dell'Africa purché, dei due anni di servizio, ne avessero trascorso almeno uno in Eritrea od in Somalia.
Le norme relative al periodo di due anni riguardanti i militari italiani dei Regi corpi di truppe coloniali dell'Eritrea e della Somalia inviati in Libia, entrarono in vigore a decorrere dal 1º febbraio 1912.
b) aver esercitato la carica di:
- "Governatore";
- "Comandante in secondo", cambiato in "Vice governatore" nel 1906[2] ed in "Segretario generale" nel 1923[3];
- "Comandante superiore delle truppe", cambiato in "Comandante delle truppe" nel 1923[3];
- "Comandante marittimo", cambiato in "Comandante superiore navale" nel 1923[3];

c) aver preso parte alla spedizione del 1887, modificato nel 1906 in "spedizione imbarcatasi nel gennaio 1885", senza barretta;
d) aver preso parte:
- alle campagne del 1887-88;
- alla campagna 1895-96[6];
- alla campagna del 1897 contro i Dervisci;

e) aver preso parte alle spedizioni per la occupazione di:
- Cheren - giugno 1889;
- Asmara - agosto 1889;
- Adua - gennaio 1890;

f) aver preso parte, onorevolmente, ad uno dei seguenti fatti d'armi:
in Eritrea
- Sahati, 25 gennaio 1887;
- Dogali, 26 gennaio 1887;
- Saganèiti, 5 agosto 1888;
- Agordat - I, 27 giugno 1890;
- Halat, 22 febbraio 1891;
- Serobeiti, 16 giugno 1892;
- Agordat - II, 21 dicembre 1893;
- Cassala, 17 luglio 1894;
- Halai, 19 dicembre 1894[7];
- Coatit, 13 e 14 gennaio 1895[7];

in Somalia
- Lafolè, 25 novembre 1896;
- Gelib, 26-27 agosto 1905;
- Danane, 9 e 10 febbraio 1907;
- Bagallei, 15 dicembre 1907;
- Dongab, 2 marzo 1908;
- Mellet, 11 e 12 luglio 1908;
- Ararè, 24 settembre 1908;
- Bullalò, 23 settembre 1908;
- Buloburti, 27 marzo 1916;
- Ciclo di operazioni militari per l'occupazione effettiva dei territori della Somalia settentrionale - 23 settembre 1925 - 27 febbraio 1927; indipendentemente dal tempo prescritto per aver diritto alla medaglia e dal riconoscimento di campagne di guerra, la fascetta da apporre sul nastro porta l'indicazione «Somalia Settentrionale 1925-27»[4].

I militari indigeni dei Regi corpi di truppe coloniali dell'Eritrea e della Somalia, delle bande assoldate e di altre formazioni irregolari potevano ottenere il diritto di fregiarsi della medaglia e di apporre sul nastro la relativa fascetta d'argento, soltanto se avevano preso parte ad uno dei fatti d'armi di cui alle precedenti lettere d) e f).
Avevano diritto alla medaglia d'Africa anche i militari dell'esercito e dell'armata, i funzionari del Governo centrale e coloniale ed i cittadini italiani che erano stati inviati come residenti in un territorio nella zona d'influenza italiana in Africa, o che vi avevano eseguito esplorazioni, o ricognizioni, o missioni riconosciute importanti per gli interessi italiani e per il buon funzionamento dei servizi coloniali, anche se il tempio impiegato fu minore di due anni. Nel 1923 l'indicazione: "in un territorio nella zona d'influenza italiana in Africa" fu sostituita con: "nel territorio delle Colonie italiane dell'Africa Orientale o negli altri territori specificati alla precedente lettera a)".
Nel 1927 l'autorizzazione a fregiarsi della medaglia, con una fascetta recante l'indicazione «Oltre Giuba» da applicare sul nastro, fu concessa anche al personale civile di ruolo ed avventizio, a quello militare appartenente all'Esercita e all'Armata, alla M.V.S.N., al personale militare indigeno e a quello non militare addetto a servizi civili che aveva prestato servizio, per non meno di tre mesi, nei territori dell'Oltre Giuba ceduti dalla Gran Bretagna all'Italia in virtù della convenzione in data 15 luglio 1924, nel periodo che va dalla prima occupazione, 29 giugno 1925, al 30 giugno 1926, in cui l'Oltre Giuba fu annesso alla Somalia, indipendentemente dai limiti di tempo stabiliti dal provvedimento istitutivo del 1894.
Coloro che erano già autorizzati a fregiarsi della medaglia commemorativa per altri motivi potevano solo sovrapporre la fascetta sul nastro.
Erano applicabili a questa medaglia le disposizioni dell'art. 22 del R. decreto 28 settembre 1855, sul riordinamento dell'Ordine Militare di Savoia, relativamente ai casi in cui si perdeva o veniva sospeso il diritto di fregiarsene.
Le istruzioni ministeriali su come chiedere l'autorizzazione a fregiarsi della medaglia furono pubblicate sulla Gazzetta Ufficiale del Regno d'Italia n. 284 del 4 dicembre 1894, aggiornate nel 1895 ed abrogate e sostituite dalla Norme per la concessione della medaglia d'Africa pubblicate sulla Gazzetta Ufficiale n. 161 del 9 luglio 1896.

## Insegne

### Medaglia
La medaglia è costituita da un disco di bronzo del diametro di 32 millimetri e reca:
sul versoil mezzo busto del re Umberto I rivolto verso destra, coronato e vestito con le regalie d'Italia, senza alcuna legenda attorno, tale effigie rimase immutata anche durante il regno di Vittorio Emanuele III;
sul rectola leggenda «Campagne d'Africa» attorniata da due rami d'alloro a corona.

### Nastro
La medaglia andava portata al lato sinistro del petto, appesa ad un nastro di seta di color rosso cupo, coll'orlo azzurro della larghezza di 33 millimetri.
Il provvedimento istitutivo, che non consentiva di portare il nastro senza la medaglia, fu modificato con il R. decreto n. 562 del 1906 con il quale si stabilì che sulla piccola uniforme e nell'uniforme ordinaria si doveva portare, in luogo della medaglia, il solo nastro, come autorizzato dal R. decreto n. 470 del 1906.

### Barrette
Coloro che avevano preso parte ad uno o più dei fatti d'armi, spedizioni o campagne di cui alle precedente lettere d), e) e f) avevano diritto a portare sul nastro della medaglia altrettante fascette d'argento con incisa l'indicazione del fatto d'arme o della spedizione cui avevano partecipato.
Il provvedimento istitutivo del 1894 prevedeva anche la barretta «Spedizione 1887» di cui alla precedente lettera c).